# Ian Stewart (matematico)
Ian Nicholas Stewart (Folkestone, 24 settembre 1945) è un matematico e scrittore britannico, professore emerito di matematica all'Università di Warwick in Inghilterra, famoso come scrittore di fantascienza e divulgatore scientifico.
Membro della Royal Society, egli è un autore prolifico, tradotto in molte lingue.

## Opere
- Dio gioca a dadi?, traduzione di Libero Sosio, Collana Saggi.Scienze, Torino, Bollati Boringhieri, 1993, ISBN 978-88-33-90786-4.
- I. Stewart-Martin Golubitski, Terribili simmetrie. Dio è un geometra?, traduzione di Libero Sosio, Collana Saggi.Scienze, Torino, Bollati Boringhieri, 1995, ISBN 978-88-339-0914-1.
- L'altro segreto della vita. La nuova matematica e gli esseri viventi, traduzione di Libero Sosio, Collana La lente di Galileo n.25, Milano, Longanesi, 2002, ISBN 978-88-30-41679-6.
- Che forma ha un fiocco di neve? Numeri magici in natura, traduzione di S. Frediani, Collana Saggi, Torino, Bollati Boringhieri, 2003, ISBN 978-88-33-91456-5.
- Com'è bella la matematica. Lettere a una giovane amica, Collana Nuova Cultura n.137, Torino, Bollati Boringhieri, 2006, ISBN 978-88-33-91714-6.
- L'assassino dalle calze verdi e altri enigmi matematici, Collana La Gaja Scienza, Milano, Longanesi, 2006, ISBN 978-88-30-42361-9.
- Come tagliare una torta e altri rompicapi matematici, traduzione di A. Tissoni, a cura di Stefano Bartezzaghi, Collana ET.Pop n.1503, Torino, Einaudi, 2008, ISBN 978-88-06-19116-0.
- Flatterlandia, Torino, Nino Aragno, 2008, ISBN 978-88-84-19360-5. [sequel di Flatlandia ]
- L'eleganza della verità. Storia della simmetria, traduzione di Luigi Civalleri, Collezione Saggi n.896, Torino, Einaudi, 2008, ISBN 978-88-06-18529-9.
- La piccola bottega delle curiosità matematiche del dott. Stewart, traduzione di Daniele A. Gewurz, Codice, 2010-2019, ISBN 978-88-75-78148-4.
- Domare l'infinito. Storia della matematica dagli inizi alla teoria del caos, Collana Saggi.Scienze, Torino, Bollati Boringhieri, 2010, ISBN 978-88-33-92102-0.
- I grandi problemi della matematica. Meraviglie e misteri, traduzione di Daniele A. Gewurz, Collezione Saggi, Torino, Einaudi, 2014, ISBN 978-88-06-21655-9.
- Numeri incredibili, Collana Saggi Scienze, Torino, Bollati Boringhieri, 2016, ISBN 978-88-339-2729-9.
- Le 17 equazioni che hanno cambiato il mondo, traduzione di Giorgio P. Panini, Collezione Saggi n.965, Torino, Einaudi, 2017, ISBN 978-88-06-21487-6.
- Il calcolo del cosmo. La matematica svela l'universo, traduzione di Pier Daniele Napolitani, Collana Saggi, Torino, Bollati Boringhieri, 2017, ISBN 978-88-339-2865-4.
- I numeri uno. La vita dei più grandi matematici del mondo, traduzione di Daniele A. Gewurz, Collezione Saggi, Torino, Einaudi, 2018, ISBN 978-88-06-23816-2.
- I dadi giocano a Dio? La matematica dell'incertezza, traduzione di Daniele A. Gewurz, Collezione Saggi, Torino, Einaudi, 2018, ISBN 978-88-06-24398-2.
- La matematica della vita. Risolvere i segreti dell'esistenza, traduzione di Antonio Casto, Piccola Biblioteca Einaudi, Torino, Einaudi, 2020.
- A cosa serve la matematica? L'irragionevole efficacia di una disciplina, traduzione di Daniele A. Gewurz, Collezione Saggi, Torino, Einaudi, 2022, ISBN 978-88-06-25237-3.

## Premi
- Premio Peano 2006[1], della Mathesis di Torino, per il libro Com’è bella la matematica. Lettere a una giovane amica, Ed. Bollati Boringhieri